# Зевс (Marvel Comics)
Зевс (англ. Zeus) — персонаж, появляющийся в американских комиксах издательства Marvel Comics. Он основан на царе богов из древнегреческой мифологии. Является лидером Олимпийских богов.
Рассел Кроу исполнил роль Зевса в фильме киновселенной Marvel (КВМ) «Тор: Любовь и гром» (2022).

## История публикаций
Версия Зевса из Marvel Comics была создана сценаристом Стэном Ли и художником Джеком Кирби и впервые появилась в Venus #5 (Март, 1949).

## Биография
Зевс — младший сын Титанов Крона и Реи, детей бога неба Урана и старшей богини Геи (также известной как «Мать-земля»). Его отец Кронос пришел ко власти в измерении, которое позже стало известным как Олимп после фатального поражения его собственного отца Урана. Когда он лежал при смерти, Уран пророчил, что один из детей Крона свергнет его в свою очередь, таким образом, Кронос съел каждого из своих детей, когда они родились. Его жена Рея скрыла Зевса, их шестого ребенка, на горе Ликеум в Аркадии, и обманула Крона, положив в еду камень вместо младенца Зевса. Там Зевс повзрослел и затем подготовился к мести Крону. Зевс, из мести, спустился в Тартар и освободил своих родных братьев Аида и Посейдона, а также сестёр Гестию, Геру и Деметру, все теперь готовые к взрослой жизни, а также трем Циклопам и трем гигантам с сотнями рук под названием Гекатонхейры, которых он также заключил в тюрьму. Циклопы дали этим трем богам их соответствующее оружие (Молнию Зевса, Трезубец Посейдона и Руль Темноты Аида) и учили Зевса, как владеть его способностями, позволяющими ему манипулировать энергией. Благодаря этому Зевс победил своих врагов во время десятилетней войны против Кроноса и Титанов. После победы в войне Зевс заключил Крона в тюрьму и большинство Титанов мужского пола в Тартар. Зевс тянул жребий со своими братьями Аидом и Посейдоном, и стал высшим правителем олимпийских богов, их измерения и неба. Зевс женился на Гере, но участвовал во многих отношениях с богинями и смертными женщинами, возмутив его ревнивую жену. Некоторые его дети от этих союзов были богами и присоединились к олимпийскому пантеону, в то время как другие были смертными, такими как Елена Троянская и герой Геркулес, который в конечном счете стал богом.
После Возраста Хайборийской эры древнегреческая цивилизация начала возвышаться, таким образом, Зевс сделал олимпийских богов известными и укрепил веру в них. Зевс обнаружил, что основная связь между олимпийским измерением и Грецией была наверху горы Греции Олимп, под Олимпией, основным городом Вечных на Земле. Зевс и его дочь Афина встретились с Зурасом, лидером Вечных и его дочерью Азурой. Учитывая физическое подобие между Вечными и олимпийцами, обе стороны заключили союз с Вечными, представляющим богов на Земле. Зурас скоро захотел, чтобы Азура стала Теной. Однако люди начали думать о Вечных как сами олимпийские боги и не просто их представители, приведя к растущему негодованию богов к Вечным, который в конце концов переросло в войну. Христианство в конечном счете стало доминирующей религией Римской империи, и Зевс решил, что олимпийские боги разорвут большинство своих связей с Землей, за исключением Посейдона, который продолжил бы следить за его народом в Атлантиде. Во время Троянской войны Зевс, против которого борется Тор, который был случайно транспортирован туда. Гадес сожалел о власти Зевса и бросал вызов его превосходству много раз. Тысячелетие назад Геркулес перенёс группу солдат из древней Греции, чтобы бороться против Асгардийцев, которые находились под защитой асгардского бога Тора, приведя к войне между асгардийцами и олимпийцами. Зевс тайно встретился с правителем Асгарда Одином, и два старших бога положили конец войне и заключили союз, чтобы защитить Землю от Целестиалов.
Первое описание Зевса в современных комиксах показывает его первую встречу с Тором. Он останавливает борьбу между Геркулесом и Тором, а затем, ударом молнии заставляет их сжать руки в дружбе. Зевс стал позже неспособным нарушить «олимпийскую клятву Геркулеса» с Плутоном. Зевс позже сослал Геркулеса на Землю на целый год, за то, что тот без разрешения спускался туда. Чаровница взяла под свой контроль ум Геркулеса, однако была сослана с другими олимпийскими богами в другое измерение Тифоном. Позже Зевс был спасен Геркулесом, и тот отменил изгнание своего сына, а также послал Тифона в Тартар. Зевс тогда мешал попытке Плутона завоевать Землю. Зевс был позже свергнут союзом Ареса и Чаровницы, и был восстановлен силой Мстителей. Зевс сопротивлялся неудавшейся попытке Ареса и Плутона разжечь войну между Олимпом и Асгардом. Зевс также мешал заговору Плутона, Ареса и Хипполиты, так как те хотели его свергнуть. Зевс позже показал, что договор создан несколько тысячелетий назад, чтобы закончить войну между Асгардом и Олимпом. Он также показал союз с Одином и другими богами неба против Целестиал, которые угрожали закрыть Землю Богам, подразумевающим, что несколько Все-отцов создали броню Разрушителя и передали часть его власти Тору наряду с другими Божествами, чтобы возродить Одина, который был убит Целестиалами в то время как он был в броне Разрушителя. Зевс позже появился и преподал Геркулесу урок своей ответственности перед смертными. Позже он напал на Мстителей и попытался бросить их в Тартар, обвинив их в том, что Геркулес находился в коме. После случайного нападения на Геркулеса, он решил, что олимпийцы не должны посещать Землю.
Олимп позже подвергся нападению силами японского Бога Зла, Аматсу-Микабоши. Микабоши также украл Александра, сына Ареса, и промыл ему мозги в становление его личным Богом войны. В конце, хотя, благодаря любви Ареса к его сыну и власти Зевса, Александр вырвался на свободу и очевидно убил Микабоши. Это шло с высокой ценой, хотя, поскольку Зевс пожертвовал своей жизнью, чтобы сделать так, ему нанесли удар дважды темные щупальца Микабоши, и его тело не было найдено.
Во время Темного Владычества, в основной сюжетной линии Господства было показано, что Плутон держит Зевса в заключенных и проводит судебное разбирательство против него с Геркулесом, помогающим своему отцу. Жюри состоит из врагов Зевса с Плутоном как обвинителем. В конечном счете, Зевс был осужден, и его наказанием было — выпить воду из реки Леты, что заставило потерять его память и отказаться от своей короны, и отдать её Плутону. После питья вод Леты он убегает и перерождается, поскольку подросток, с Геркулесом и Афиной, понимающей рожденного заново Зевса, должен быть скрыт от Геры. Ребенок Зевс сопровождает Геркулеса на приключении в Свартальхейм, где он становится чувствующим отвращение к очевидно придурковатым путям своего сына и выражает восхищение Тора. При встрече с Тором он был убежден, что у Геркулеса тоже есть свои достоинства.
Континуум оружия Геры — это устройство созданное, чтобы воссоздать вселенную в улучшенной её версии, разрушив существующую ныне. Геркулес, Амэдеус Чо, Зевс и Афина присоединяются к группе Мстителей в нападении на главный офис Олимпийского Общества. Зевс борется против воинов Амазонок наряду с Ртутью прежде чем быть захваченным Тифоном. Знание возвращения Зевса ошеломляет Геру, и он преуспевает в том, чтобы убедить её остановить машину Континуума. Прежде чем она будет в состоянии это сделать, Тифон показывает, что он теперь избавлен от её контроля. Гера и Зевс пытаются убить его своей молнией, но она отразилась обратно, и Гера погибает. Тифон показывает, что носит нагрудник Эгиды и убивает Зевса также. Души этих двух богов замечены в компании Танатоса, воссоединившись с ним они были взяты в подземный мир.
Во время основной сюжетной линии Chaos War Зевс, Гера и Арес среди мертвых богов, которых освобождает Плутон, чтобы помочь защитить подземный мир от Аматсу-Микабоши. Когда Аматсу-Микабоши прибыл, он вырывает сердце Зевса снова. Зевс, Гера и Арес тогда появляются среди рабских богов Аматсу-Микабоши, которые увеличили способности олимпийцев намного выше их фактического мастерства. Зевс быстро сваливает Галактуса на землю мощным ударом молнии и физическими атаками. После того, как Геркулес побеждает Микабоши, он восстанавливает Зевса наряду с остальной частью вселенной.
Брюс Бэннер, из-за его семьи, являющейся крайне важным для борьбы, чтобы спасти вселенную и взятие серьезного повреждения, делающего так, обращается к Геркулесу, чтобы помочь излечить А-Бомбу и вылечить Красную Женщину-Халк от её безумия. После того, как Геркулес заявляет, что только Зевс в состоянии это сделать, Халк начинает блуждать на горе Олимп, намереваясь попросить, чтобы Зевс заплатил свой долг, и подвергается нападению ордами греческих божеств и мифических монстров. После того, как они терпят неудачу, Зевс лично нанимается и сильно избивает Халка в поединке, после чего он мучает уже упавшего борца, позволяя стервятникам непрерывно есть его живьем (подобным Прометею образом), злорадствуя, что Халк «жаловался», и что его намеченное самопожертвование для его друзей было «неправильной религией». Однако Зевс позволяет его любимому сыну Геркулесу спасать своего пленника, так как он полагает, что его существование как Халк уже — ужасное «наказание».

## Вне комиксов

### Кинематографическая вселенная Marvel
Рассел Кроу исполнил роль Зевса в фильме «Тор: Любовь и гром» (2022), действие которого разворачивается в кинематографической вселенной Marvel (КВМ).

### Телевидение
- Зевс появляется в 12 эпизоде «Могучего Тора» в мультсериале 1966 года «Супергерои Marvel».
- Также Зевс появляется в мультсериале «Супергеройский отряд» 2009 года, где его озвучил Трэвис Уинллингхэм[26].